# Перси, Хью, 3-й герцог Нортумберленд
Хью Перси, 3-й герцог Нортумберленд (англ. Hugh Percy, 3rd Duke of Northumberland; 20 апреля 1785 — 11 февраля 1847) — британский аристократ и политик-тори, который служил лордом-лейтенантом Ирландии при герцоге Веллингтоне в 1829—1830 годах. Он именовался графом Перси с 1785 по 1817 год.

## Предыстория и образование
Родился 20 апреля 1785 года. Старший сын Хью Перси, 2-го герцога Нортумберленда (1742—1817), и его жены Фрэнсис Джулии (1752—1820), дочери политика и адвоката Питера Баррелла (1724—1775). Он получил образование в Итоне и Кембриджском университете (Колледж Святого Иоанна).

## Политическая карьера
Хью Перси, граф Перси, был избран в парламент как депутат Палаты общин от Бэкингема в июле 1806 года. В сентябре того же года он был избран депутатом от города Вестминстер после смерти Чарльза Джеймса Фокса. Два месяца спустя он отказался бороться за место на всеобщих выборах, вместо этого его вернули Лонсестону. В 1807 году он предложил себя в качестве кандидата от графства Нортумберленд в противовес Чарльзу, лорду Ховику (впоследствии 2-му графу Грею), который отказался оспаривать это место. Перси был возвращен без сопротивления и продолжал сидеть до 1812 года, когда его призвали в Палату лордов под титулом барона Перси. В 1817 году он сменил своего отца на посту герцога Нортумберленда. Герцог Нортумберленд служил чрезвычайным послом Великобритании на коронации короля Франции Карла X в 1825 году, самостоятельно оплачивая свои расходы, и он «поразил континентальное дворянство величиной своей свиты, великолепием своего снаряжения и щедростью своей щедрости». В марте 1829 года он был назначен лордом-лейтенантом Ирландии и занимал этот пост до следующего года. Таким образом, он находился у власти, когда был принят Закон об освобождении католиков, и Роберт Пил объявил его «лучшим главным губернатором, когда-либо руководившим делами Ирландии».

## Другие государственные должности
В ноябре 1834 года герцог Нортумберленд был избран верховным управляющим Кембриджского университета, занимая эту должность до 1840 года, когда он был назначен ректором университета. Он сыграл видную роль в создании Общества церковного строительства, ответственного за строительство так называемых «церквей Ватерлоо» в начале XIX века. Он предложил создать CBS на встрече в Масонском зале в Лондоне 6 февраля 1818 года под председательством архиепископа Кентерберийского общество лоббировало парламент, чтобы он выделил средства на программу церковного строительства, и парламент впоследствии принял Закон о церковном строительстве, проголосовав за это дело 000 000 фунтов стерлингов. Он также сыграл свою роль в развитии футбола в то время, когда это была спорная игра, предоставив поле для ежегодной игры в Алнике на масленицу и подарив мяч перед матчем — ритуал, который продолжается и по сей день. С 1817 по 1847 год он занимал почетную должность лорда-лейтенанта Нортумберленда.

## Семья

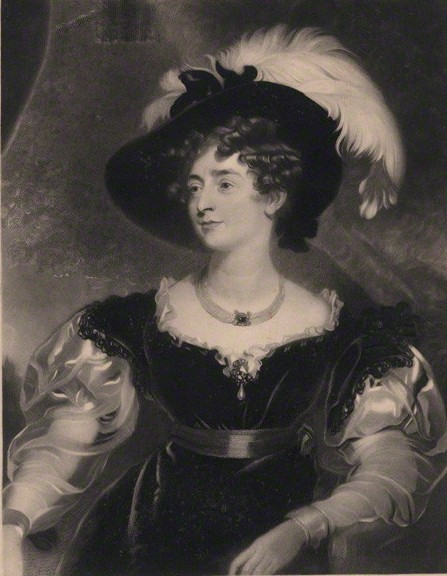
Шарлотта Перси, герцогиня Нортумберленд, 1845 год

29 апреля 1817 года в Нортумберленд-хаусе герцог Нортумберленд женился на леди Шарлотте Клайв (12 сентября 1787 — 27 июля 1866), дочери политика Эдварда Клайва, 1-го графа Поуис (1754—1839, и леди Генриетты Антонии Герберт (1758—1830). Детей у них не было.
Герцог Нортумберленд скончался в Алнике в феврале 1847 года в возрасте 61 года. Его останки были перевезены в Лондон поездом 19 февраля и похоронены в Нортумберлендском склепе в Вестминстерском аббатстве 23 февраля. Ему наследовал его младший брат, Элджернон Перси, лорд Прадо (1792—1865). В августе 1851 года в церкви Святого Павла в Алнике был установлен алтарный памятник герцогу.

## Титулы
- 4-й лорд Перси (с 12 марта 1812).
- 3-й герцог Нортумберленд (с 10 июля 1817)
- 3-й граф Перси (с 10 июля 1817)
- 6-й баронет Смитсон из Станвика, графство Йоркшир (с 10 июля 1817).